# Isogona gortynoides
Isogona gortynoides är en fjärilsart som beskrevs av Walker 1865. Isogona gortynoides ingår i släktet Isogona och familjen nattflyn. Inga underarter finns listade i Catalogue of Life.